# Scolopsis affinis
Scolopsis affinis är en fiskart som beskrevs av Peters, 1877. Scolopsis affinis ingår i släktet Scolopsis och familjen Nemipteridae. Inga underarter finns listade i Catalogue of Life.